# جهاندار شاه
جهاندار شاه (۹ مهٔ ۱۶۶۱ – ۱۲ فوریهٔ ۱۷۱۳) هشتمین پادشاه امپراتوری گورکانیان هند بود.

## زندگی‌نامه

### اوایل زندگی
شاهزاده معزالدین در ۱۰ مه ۱۶۶۱ در دکن، صوبه از شاهزاده معظم متولد شد. مادرش نظام بای، دختر فاتح‌یار جنگ، از اشراف حیدرآباد بود. او پسر ارشد معظم و نوه ارشد امپراتور حاکم اورنگ‌زیب بود. طبق سنت مغول، تولد او توسط دربار مغول با شکوه جشن گرفته شد.
در دوران سلطنت اورنگ‌زیب، او به مدت سه سال در لشکرکشی‌های نظامی در دکن شرکت کرد و پس از آن برای همیشه به شمال هند منتقل شد.
پس از مرگ اورنگ زیب، شاهزاده معظم در کشمکش جانشینی پیروز شد و در ژوئن ۱۷۰۷، به عنوان بهادر شاه بر تخت سلطنت نشست. پس از به سلطنت رسیدن پدرش، به معزالدین لقب جهاندار شاه اعطا شد و او فرماندار تته و ملتان گردید. در طول سلطنت بهادر شاه، جهاندار شاه مانند سایر پسران بهادر شاه در دربار امپراتوری ماند، زیرا امپراتور در سنین پیری بر تخت سلطنت نشسته بود و شاهزادگان می‌خواستند در صورت فوت او در نزدیکی تخت سلطنت باشند.

### جنگ جانشینی
جنگ جانشینی زمانی آغاز شد که بهادر شاه در سال ۱۷۱۲ در بستر مرگ بود . قدرتمندترین شاهزاده در زمان مرگ او، پسر دومش عظیم الشان بود که به عنوان سوبهادر بنگال منابع قابل توجهی جمع‌آوری کرده بود. جهاندار شاه ضعیف‌ترین فرد بود و قدرت نظامی یا بودجه بسیار کمی داشت.
برخلاف جنگ‌های جانشینی پیشین مغول، نتیجه این جنگ توسط یک اشراف‌زاده به نام ذوالفقار خان نصرت جنگ، میربخشی و یکی از قدرتمندترین چهره‌های امپراتوری مغول، طراحی شد. او بین جهاندار شاه و برادران کوچکترش رفیع‌الشأن و جهان‌شاه اتحادی برقرار کرد و به آنها پیشنهاد داد که پس از پیروزی می‌توانند امپراتوری را بین خود تقسیم کنند (و ذوالفقار خان به عنوان میربخشی مشترک آنها عمل کند). عظیم‌الشان شکست خورد و کشته شد، پس از آن جهاندار شاه اتحاد را شکست و به برادرانش حمله کرد و آنها را با کمک ذوالفقار خان شکست داد و کشت و به عنوان پیروز مبارزه جانشینی ظاهر شد.

## سلطنت
جهاندار شاه در ۲۹ مارس ۱۷۱۲ تاجگذاری کرد. جلوس او در امپراتوری چندان مورد حمایت قرار نگرفت و او به عنوان یک حاکم نامشروع تلقی می‌شد. از این رو، پس از تاجگذاری، جهاندار شاه با پاداش دادن و ارتقای رتبه به تحکیم اقتدار خود پرداخت. او با مجازات شدید اشرافی که از برادرانش در جانشینی حمایت کرده بودند، از شیوه‌های قبلی جانشینی مغول فاصله گرفت و چندین نفر از آنها اعدام شدند. او همچنین برخلاف امپراتوران قبلی که بر تدفین مناسب اصرار داشتند، اجساد شاهزادگان شکست خورده را برای چند روز قبل از دفن در فضای باز رها کرد.
با به سلطنت رسیدن جهاندارشاه، ذوالفقارخان مقام وزیر را به دست گرفت. به دلیل وابستگی کامل جهاندارشاه به او و شرایط به سلطنت رسیدنش، قدرت مؤثر نه توسط امپراتور، بلکه توسط خود ذوالفقارخان اعمال می‌شد. این اولین بار در تاریخ مغول بود که قدرت مطلق بر امپراتوری توسط یک فرد خارجی از سلسله اعمال می‌شد. ذوالفقارخان به عنوان حاکم مؤثر در دوران سلطنت جهاندارشاه، در پی ایجاد روابط دوستانه با راجپوت‌ها، سیک‌ها و مراتاها و بازگرداندن صلح به امپراتوری بود. با این حال، وضعیت مالی امپراتوری رو به وخامت گذاشت و روندی را که با اسلاف جهاندارشاه آغاز شده بود، ادامه داد و این امر باعث کاهش اثربخشی نظامی امپراتوری شد. قدرت بیش از حد ذوالفقارخان باعث شد جهاندارشاه علیه او توطئه کند و هرج و مرج سیاسی ایجاد کند.
جهاندار شاه در دوران سلطنت خود با محبوبش لعل کونوار ازدواج کرد، او همسر محبوب او شد و متعاقباً خانواده‌اش قدرت و جایگاه بی‌سابقه‌ای به دست آوردند. جهاندار شاه همچنین به جشن‌ها و خوشگذرانی‌ها می‌پرداخت. وقایع‌نگاران معاصر و مورخان بعدی، چنین جنبه‌هایی از زندگی شخصی امپراتور و ظلمی که به مخالفانش می‌شد را به عنوان دلایل آشفتگی سلطنت او ذکر کرده‌اند. با این حال، محققان اخیر عوامل دیگری را برجسته می‌کنند؛ مونس فاروقی بر ضعف سیاسی او به عنوان یک شاهزاده تأکید می‌کند که او را به عنوان یک حاکم در معرض شکست قرار داد. آبیشک کایکر خاطرنشان می‌کند که اشراف در زمان به سلطنت رسیدن جهاندار شاه، خودخواه‌تر شده بودند و «ظلم و ستم» سلطنت او، توجیهی برای حمایت آنها از فرخ‌سیار بود که جهاندار شاه را برکنار کرد.

### افول قدرت
جلوس جهاندارشاه، برادرزاده‌اش فرخ‌سیر، پسر عظیم‌الشان، که در بنگال مستقر بود را به چالش کشید. او که منابع مستقل کمی داشت، تلاش کرد تا برای پیشنهاد خود حمایتی پیدا کند، اما موفق نشد. او سرانجام در برادران سید، حسین علی خان و عبدالله خان، که فرمانداران عظیم‌الشان بودند و توسط جهاندارشاه از سمت‌های خود برکنار شده بودند، حمایت قدرتمندی یافت. فرخ‌سیار با منابع و ارتباطات سیاسی خود، ارتشی شورشی را گرد هم آورد و به تخت سلطنت نشست. ارتش امپراتوری که حقوق کمی دریافت می‌کرد، در اوایل سال ۱۷۱۳ در نبردی در نزدیکی آگرا شکست خورد.

## مرگ
پس از شکست، جهاندار شاه به دهلی گریخت و در خانه ذوالفقار خان و پدرش اسد خان پناه گرفت. با این حال، آن دو او را زندانی کردند و به فرخ سیار تحویل دادند، به امید اینکه نظر مساعد او را جلب کنند. فرخ سیار دستور اعدام جهاندار شاه و ذوالفقار خان را صادر کرد و جهاندار شاه را تا سر حد مرگ کتک زدند و سپس در ۱۱ فوریه ۱۷۱۳ سر از تنشان جدا کردند. جسد جهاندار شاه را به صورت وارونه از دو فیل آویزان کرده و در اطراف دهلی گرداندند. او در مقبره همایون به خاک سپرده شد.